# Acrisol
Acrisol er en jordtype. Den er lerrig og er associeret med et fugtigt, tropisk klima. Den findes i Brasilien, ofte i skovområder.

Acrisol har lav bonitet og indeholder giftige mængder af aluminium, hvilket begrænser landbrugsnytten. Hvis klimaet tillader det, kan disse afgrøder med succes kultiveres. De omfatter te, gummitræ, oliepalme, kaffe og sukkerrør.

Acrisol er et element i World Reference Base for Soil Resources.